# Zinacantán

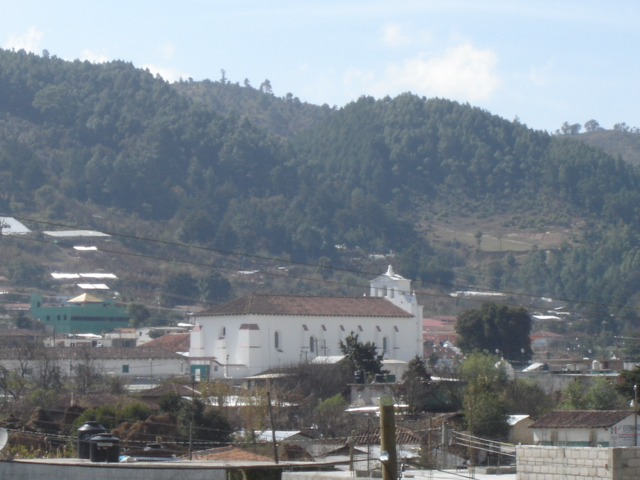
Vue de Zinacantán

Zinacantán (littéralement pays des chauve-souris en Nahuatl) est une province mexicaine de l'État du Chiapas. La quasi-totalité des habitants de la province sont des indigènes mayas parlant le tzotzil.

## Histoire
À l'époque précolombienne, Zinacantán avait de nombreux liens commerciaux avec les Aztèques du centre du pays. La région exporte alors principalement de l'ambre et du sel.
Les premiers missionnaires arrivés à Zinacantán furent les Dominicains qui s'établirent dans la région et y construisirent une première chapelle en bois au XVIe siècle. Ils quittent la région avant d'être expulsés du Mexique au XVIIe siècle pour y revenir en 1976.